# 구병삭
구병삭(丘秉朔, 1926년 ~ 2017년)은 대한민국의 법학자이다. 본관은 평해인 그는 지난날 고려대학교 교수 직을 역임하였으며, 아세아공법연구소 이사장이었다.

## 경력
- 도쿄 대학교 법학부 객원연구원(교수)
- 고려대학교 법과대학 교수
- 사법시험위원, 행정고시위원, 외무고시위원

## 학력
- 서울대학교 문리과대학 정치학과 학사
- 고려대학교 정법대학 법학과 학사
- 서울대학교 대학원 법학석사
- 고려대학교 대학원 법학박사

## 저서
- 《신법학통론》(편저)
- 《새 헌법강의》
- 《법학통론》(편저)
- 《헌법학 I》(총론, 인권)
- 《헌법학 II》(통치구조)
- 《한국법제사특수연구》
- 《일본의 근대화와 제도》(역)
- 《현대일본국헌법론》
- 《신헌법원론》
- 《신법학원론》
- 《한국헌법론》
- 《국민투표》

## 수상
- 제5회 대한민국 법률대상[1]